# Kroatisches Nationaltheater in Mostar

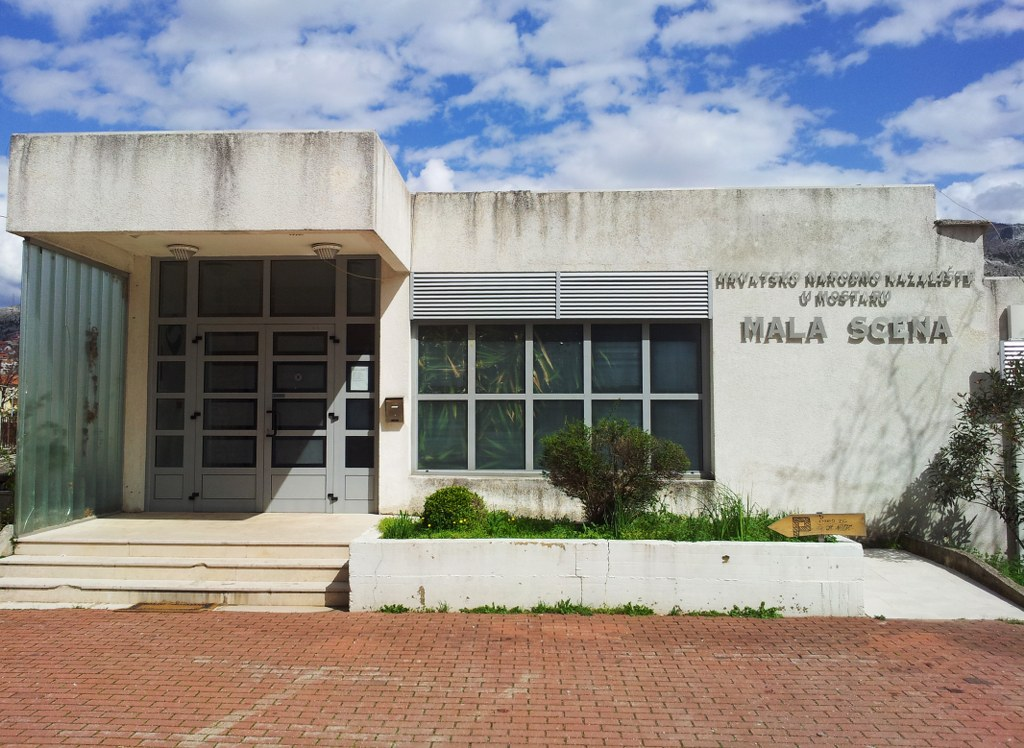
Das Kroatische Nationaltheater in Mostar

Das Kroatische Nationaltheater in Mostar (Kroatisch: Hrvatsko Narodno Kazalište – HNK u Mostaru) befindet sich in der Stadt Mostar in Bosnien und Herzegowina. Es wurde im Jahr 1994 als kroatisches Gegenstück zum seit 1949 auf der linken, bosniakischen Seite der Neretva bestehenden Nationaltheater Mostar mit dem Ziel der Förderung kroatischer Kultur für die etwa 40.000 kroatischen Bewohner der Stadt gegründet und war das erste kroatische Theater in Bosnien und Herzegowina.

## Geschichte
Das Theater wurde am 22. September 1994 gegründet. Am 30. Januar 1996 wurde der Grundstein für ein neues Theatergebäude an der Stelle eines ehemaligen Kaufhauses gelegt, das während des Krieges 1993 zerstört worden war. Der erste Bauabschnitt wurde 2002 fertiggestellt. Seither spielt das Ensemble auf einer kleinen Bühne im Keller.
Das Theater hat 25 feste Mitarbeiter. Die Hälfte des Etats wird durch den Staat gestellt, der Rest muss durch Sponsoren und Eintrittsgelder erwirtschaftet werden. Es bietet 127 Zuschauern Platz.